# 5105 Вестерхаут
5105 Вестерхаут (5105 Westerhout) — астероїд головного поясу, відкритий 4 жовтня 1986 року.
Тіссеранів параметр щодо Юпітера — 3,370.
Названо на честь Гарта Вестерхаута (англ. Gart Westerhout) радіоастронома з нагоди призначення його науковим директором Військово-морської обсерваторії США (англ. United States Naval Observatory).